# 次溴酸钾
次溴酸钾是一种无机化合物，化学式为KOBr。它可由溴和氢氧化钾水溶液在−5 °C反应得到，从−40 °C的溶液中可以结晶出KOBr·3H2O晶体。它是一种强氧化剂，在强碱性溶液中可以将Pu(VI)氧化至Pu(VII)。